# Торито
Торѝто (на италиански: Toritto, на местен диалект Terìtte, Терите) е градче и община в Южна Италия, провинция Бари, регион Пулия. Разположено е на 233 m надморска височина. Населението на общината е 8580 души (към 2010 г.).